# Siphlonurus noveboracana
Espèce
Siphlonurus noveboracana est une espèce d'insectes appartenant à l'ordre des Éphéméroptères.